# Herb gminy Morzeszczyn
Herb gminy Morzeszczyn – jeden z symboli gminy Morzeszczyn, ustanowiony 31 maja 2000.

## Wygląd i symbolika
Herb przedstawia na tarczy, podzielonej poziomą kreską na dwie części - górną, koloru zielonego i dolną, koloru złotego, w górnej części krzyż, symbolizujący zakon cystersów, a po obu jego stronach dwa złote kłosy zboża, wskazujące na wiejski charakter gminy. W dolnej części natomiast znajduje się zielony dąb. Nawiązuje on do terenów leśnych gminy, a także do pomnika przyrody - 300-letnich dębów, pod którymi wedle legendy odpoczywał Napoleon. 